# Cap-de-la-Madeleine
Le Cap-de-la-Madeleine est un des six secteurs de la Ville de Trois-Rivières. Avant le  1er janvier 2002, elle était une ville québécoise de plus de 33 000 habitants. Lors des réorganisations municipales québécoises de 2002, elle a été fusionnée avec les municipalités de Sainte-Marthe-du-Cap, Saint-Louis-de-France, Trois-Rivières, Trois-Rivières-Ouest et Pointe-du-Lac, pour former l'actuelle ville de Trois-Rivières.

## Historique

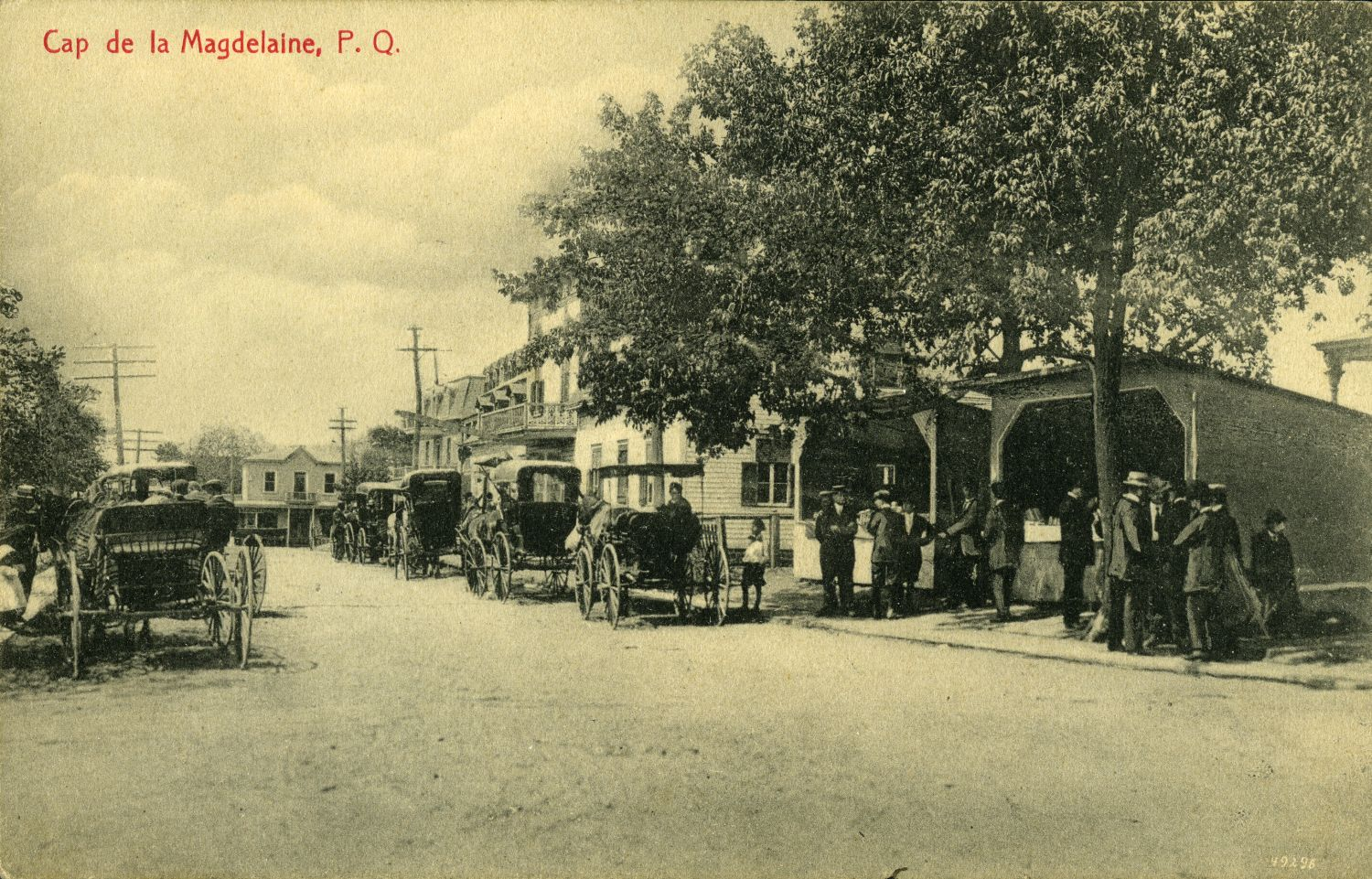
Cap-de-la-Madeleine, carte postale vers 1903-1910

Elle fut fondée le 20 mars 1651, et doit son nom à Jacques de La Ferté, abbé de la Madeleine de Châteaudun en France.
Les premières terres ont été concédées en 1649. Trois forts ont été construits pour assurer la sécurité des résidents : le fort du moulin, situé sur le premier domaine des Jésuites (entre les actuelles rues Duguay et Jean-Noël-Trudel), le fort Saint-François, situé sur le deuxième domaine des Jésuites (sur les terrains du sanctuaire actuel), et le fort Sainte-Marie, situé sur l’arrière-fief Sainte-Marie (voisin à l'ouest du cimetière Sainte-Marie-Madeleine situé dans le secteur de Sainte-Marthe-du-Cap). À cette époque, il était impensable de vivre en dehors des forts.
Le père Jacques Buteux est considéré comme son fondateur.
En 1915 la partie rurale du Cap-de-la-Madeleine,Sainte-Marthe-du-Cap-de-la-Madeleine se sépara pour former une municipalité jusqu'en janvier 2002 lors de la fusion de Trois-Rivières et ses environs.
En 1967, le 24 juillet, le général de Gaulle, lors de sa traversée en voiture en ayant emprunté l'historique " Chemin du Roy " entre Québec et Montréal, première route construite vers 1660, s'arrête à Cap-de-la-Madeleine vers 12 H 30 et prononce sur place un discours de courte durée (environ 5 minutes). ll prend également un bain de foule sur place . 

## Principales attractions
L'ancienne ville du Cap-de-la-Madeleine est célèbre pour la Basilique Notre-Dame-du-Cap dédiée à la Vierge Marie, qui accueille des milliers de pèlerins et visiteurs chaque année.
Précieux témoin de l'histoire locale, la maison Rocheleau rappelle le souvenir d'une famille pionnière du Cap-de-la-Madeleine et celle des différents propriétaires qui s'y sont succédé au fil des années.
Le monument des pionniers.
Le monument du moulin à farine.

## Gentilé
Les habitants du Cap-de-la-Madeleine se nomment les Madelinois (à ne pas confondre avec Madelinots, les habitants des Îles-de-la-Madeleine).

## Personnalités madelinoises
- Jean Grondin, philosophe

- Lucie Morissette, membre fondatrice du Chaînon

- Jean-Guy Talbot, joueur de hockey sur glace québécois

## Médiagraphie
Outre les ouvrages généraux sur Trois-Rivières et la Mauricie, voici des ouvrages portant spécifiquement sur le Cap-de-la-Madeleine:
1. Maurice Loranger, Histoire de Cap-de-la-Madeleine (1651-1986), Cap-de-la-Madeleine, chez l’auteur, 1987, 337 pages (ce livre ne comporte pas de numéro ISBN)
2. Maurice Loranger, Aperçu historique de la paroisse Sainte-Marie-Madeleine du Cap-de-la-Madeleine à l’occasion du tricentenaire de son érection canonique, Cap-de-la-Madeleine, [s.é.], 1978, 112 p.
3. Maurice Loranger, La chronique madelinoise, 1651-2001 [et] Les maires de Cap-de-la-Madeleine, Ville de Cap-de-la-Madeleine, 2001, 103 p.
4. Maurice Loranger, 125 ans de régime municipal au Cap-de-la-Madeleine, Société d’histoire du Cap-de-la-Madeleine, 1981, 66 p.
5. Paul-Émile Breton, o.m.i., Cap-de-la-Madeleine, cité mystique de Marie, Trois-Rivières, Imprimerie Saint-Joseph, 1937, 213 pages.
6. François De Lagrave, Cap-de-la-Madeleine, 1651-2001. Une ville d’une singulière destinée, Cap-de-la-Madeleine, Éditions du 350e anniversaire de Cap-de-la-Madeleine, 2002, 1288 p.
7. Album-souvenir des fêtes du 50e anniversaire de la paroisse Saint-Lazare [de] Cap-de-la-Madeleine, 1927-1977, [s.é.], 1977, 125 p.
8. Marie-Hélène Campagna, Louis-Pierre Légaré et Amilie Picard, Inventaire architectural. Cap-de-la-Madeleine. Rues Fusey et Sainte-Madeleine, Département d'aménagement, Université Laval, avril 1997, 38 p.
9. Martin Dubois et Anne-Marie Bussières, Patrimoine du centre-ville de Cap-de-la-Madeleine. Historique des propriétés. Rues Fusey, Saint-Laurent et Sainte-Madeleine. (Répertoire), Cap-de-la-Madeleine, Rues principales de Cap-de-la-Madeleine, janvier 1999, 97 p.
10. Martin Dubois et Anne-Marie Bussières. Patrimoine du centre-ville de Cap-de-la-Madeleine. Guide d’intervention, Cap-de-la-Madeleine, Rues principales de Cap-de-la-Madeleine, janvier 1999, 76 p.
11. Yannick Gendron, Grandes gens, petites histoires, Cap-de-la-Madeleine, 1651-2001, Cap-de-la-Madeleine, Corporation des fêtes du 350e de Cap-de-la-Madeleine, 2001, 104 p.
12. Répertoire des édifices anciens [et] Historique des noms de rues de Cap-de-la-Madeleine, Corporation des fêtes du 350e anniversaire de Cap-de-la-Madeleine, 2001, 138 p.
13. Patri-Arch, Inventaire du patrimoine bâti de la ville de Trois-Rivières, Secteur Cap-de-la-Madeleine, Trois-Rivières, Ville de Trois-Rivières, 2010, 85 pages.
14. Cap-de-la-Madeleine 1673-1920 - Répertoire de mariages, publication no. C002, publié par le Club de généalogie de Longueuil, 1986, 105 p.